# (37306) 2001 KW46
2001 KW46 (asteroide 37306) é um asteroide da cintura principal. Possui uma excentricidade de 0.22426220 e uma inclinação de 17.68467º.
Este asteroide foi descoberto no dia 22 de maio de 2001 por LINEAR em Socorro.